# Leo Laaksonen
Leo Laaksonen (ur. 12 sierpnia 1905 w Helsinkach, zm. ?) – fiński hokeista i piłkarz występujący na pozycji obrońcy lub pomocnika.

## Piłka nożna

### Kariera klubowa
W latach 1925–1931 występował w Helsingin Jalkapalloklubi, z którym wywalczył mistrzostwo Finlandii w 1925 roku. W latach 1932–1936 był zawodnikiem Helsingin Palloseura, w barwach którego w sezonach 1932, 1934, 1935 zdobył tytuł mistrzowski.

### Kariera reprezentacyjna
20 czerwca 1926 zadebiutował w reprezentacji Finlandii w wygranym 3:2 meczu towarzyskim przeciwko Danii w Helsinkach. 8 sierpnia tego samego roku w spotkaniu z Polską (1:7) zdobył jedyną bramkę w drużynie narodowej. Ogółem w latach 1926–1928 zaliczył on w reprezentacji 4 występy w których zdobył 1 gola.

### Sukcesy
Helsingin Jalkapalloklubi
- mistrzostwo Finlandii: 1925

Helsingin Palloseura
- mistrzostwo Finlandii: 1932, 1934, 1935

## Hokej na lodzie
Równolegle do swojej kariery piłkarskiej Laaksonen grał w hokeja na lodzie w Helsingin Jalkapalloklubi, z którym wywalczył mistrzostwo Finlandii w 1929 roku.

### Sukcesy
Helsingin Jalkapalloklubi
- mistrzostwo Finlandii: 1929